# Death to the Pixies
Death to the Pixies är ett samlingsalbum (best of) av Pixies. Albumet är utgivet 1997.

## Låtlista
1. "Cecilia Ann" - 2:06
2. "Planet of Sound" - 2:06
3. "Tame" - 1:56
4. "Here Comes Your Man" - 3:21
5. "Debaser" - 2:52
6. "Wave of Mutilation" - 2:04
7. "Dig for Fire" - 3:02
8. "Caribou" - 3:14
9. "Holiday Song" - 2:14
10. "Nimrod's Son" - 2:17
11. "U-Mass" - 3:01
12. "Bone Machine" - 3:01
13. "Gigantic" - 3:13
14. "Where Is My Mind?" - 3:52
15. "Velouria" - 3:40
16. "Gouge Away" - 2:44
17. "Monkey Gone to Heaven" - 2:56